# Stanisław Rybka

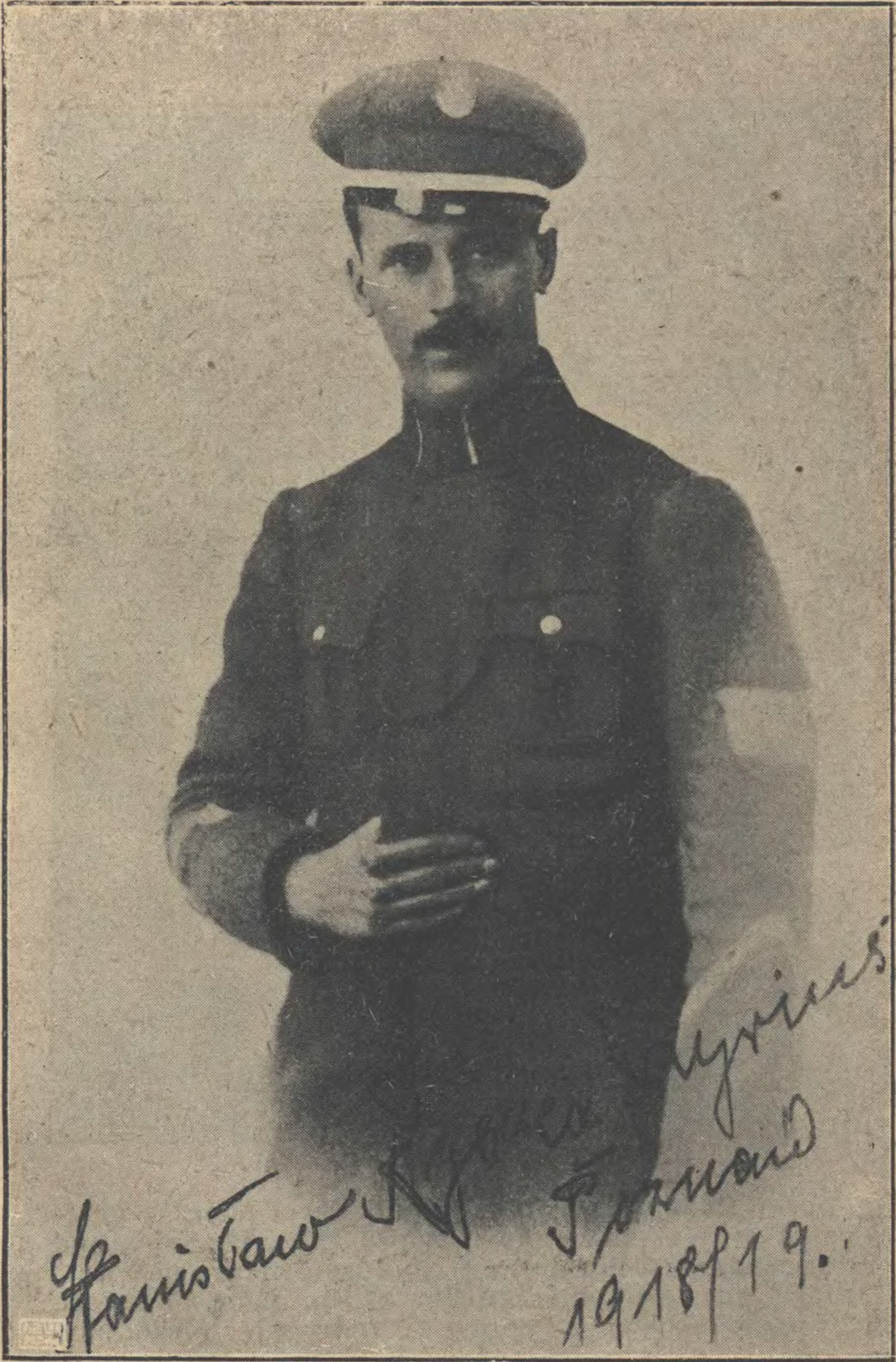
Portret Stanisława Rybki z jego podpisem

Stanisław Rybka, ps. Myrius (ur. 13 listopada 1884, zm. 11 czerwca 1937 w Poznaniu) – pisarz, autor tekstów pieśni, 
powstaniec wielkopolski.

## Życiorys
W czasie powstania wielkopolskiego miał rangę porucznika, a swoje przeżycia opisał w kilku publikacjach poświęconych przeżyciom powstańczym. Jego najpopularniejszą książką były wspomnienia o nazwie Zerwane pęta (1919). Stworzył również pieśni: Marsylianka wielkopolska, Hymn polski, Hymn Rzeczypospolitej Polskiej (Złamane berła…), powieść Słodycz Grzechu (1922) oraz sztukę teatralną Arlekin księcia Hackenkreuz (1925).
W okresie międzywojennym pracował dorywczo jako konsultant filmowy oraz statystował w filmie Odrodzona Polska (reż. Zygmunt Wesołowski, 1924). Był również konsultantem filmu o powstaniu wielkopolskim. 
Zmarł 11 czerwca 1937 w szpitalu wojskowym w Poznaniu.

## Ordery i odznaczenia
- Krzyż Niepodległości (20 lipca 1932)[4]
- Srebrny Krzyż Zasługi (24 grudnia 1928)[5]

## Pamięć
W latach międzywojennych narodził się obraz Rybki jako mitomana, potwierdzony przez badaczy oraz współpowstańców. Według swojej relacji Rybka był głównym inicjatorem większości wydarzeń w Wielkopolsce, a nawet ich dowódcą. Mijało się to jednak z prawdą. W związku z tym doszło do konfliktów w Towarzystwie Powstańców i Wojaków, co doprowadziło do rozłamu na część niezgadzającą się z nim oraz na osoby gloryfikujące jego dokonania i współpracujące z władzami sanacyjnymi.